# Металіст (Владимирська область)
Металіст (рос. Металлист) — селище у Кольчугинському районі Владимирської області Російської Федерації.
Входить до складу муніципального утворення Флорищинське сільське поселення. Населення становить 474 особи (2010).

## Історія
Населений пункт розташований на землях фіно-угорського народу мещери.
Від 10 квітня 1929 року належить до Кольчугінського району, утвореного з частини території Александровського повіту Владимирської губернії спочатку у складі Івановської промислової області, а відтак від 14 серпня 1944 року у складі новоутвореної Владимирської області.
Згідно із законом від 11 травня 2005 року входить до складу муніципального утворення Флорищинське сільське поселення.

## Населення
| 2002 | 2010 |
| ---- | ---- |
| 509  | ↘474 |